# Tournoi World Cup de Belo Horizonte
Le Tournoi World Cup de Belo Horizonte est une compétition de judo organisée à Belo Horizonte au Brésil. Une seule édition a été organisée en juillet 2009.

## Palmarès Hommes
| World Cup | World Cup         | World Cup      | World Cup         | World Cup                | World Cup    | World Cup      | World Cup       |
| Année     | -60 kg            | -66 kg         | -73 kg            | -81 kg                   | -90 kg       | -100 kg        | +100 kg         |
| --------- | ----------------- | -------------- | ----------------- | ------------------------ | ------------ | -------------- | --------------- |
| 2009      | Denílson Lourenço | Leandro Cunha  | Leandro Guilheiro | Guilherme Maciel de Luna | Tiago Camilo | Luciano Corrêa | Walter Santos   |
| 2007      | Javier Guédez     | Roberto Ibáñez | Leandro Guilheiro | Flávio Canto             | Tiago Camilo | Luciano Corrêa | João Schlittler |

## Palmarès Femmes
| World Cup | World Cup    | World Cup     | World Cup       | World Cup        | World Cup     | World Cup       | World Cup        |
| Année     | -48 kg       | -52 kg        | -57 kg          | -63 kg           | -70 kg        | -78 kg          | +78 kg           |
| --------- | ------------ | ------------- | --------------- | ---------------- | ------------- | --------------- | ---------------- |
| 2009      | Taciana Lima | Érika Miranda | Marlen Hein     | Yarden Gerbi     | Juliane Robra | Heide Wollert   | Franziska Konitz |
| 2007      | Yanet Bermoy | Érika Miranda | Audrey La Rizza | Driulis González | Lucie Décosse | Yurisel Laborde | Vanessa Zambotti |